# ضابح (ذي السفال)

تعديل مصدري - تعديل

ضابح محلة تابعة لقرية القاعدة، التابعة لعزلة خنوة بمديرية ذي السفال إحدى مديريات محافظة إب في الجمهورية اليمنية، بلغ تعداد سكانها 2503 حسب تعداد اليمن لعام 2004.